# Jennifer Donnelly

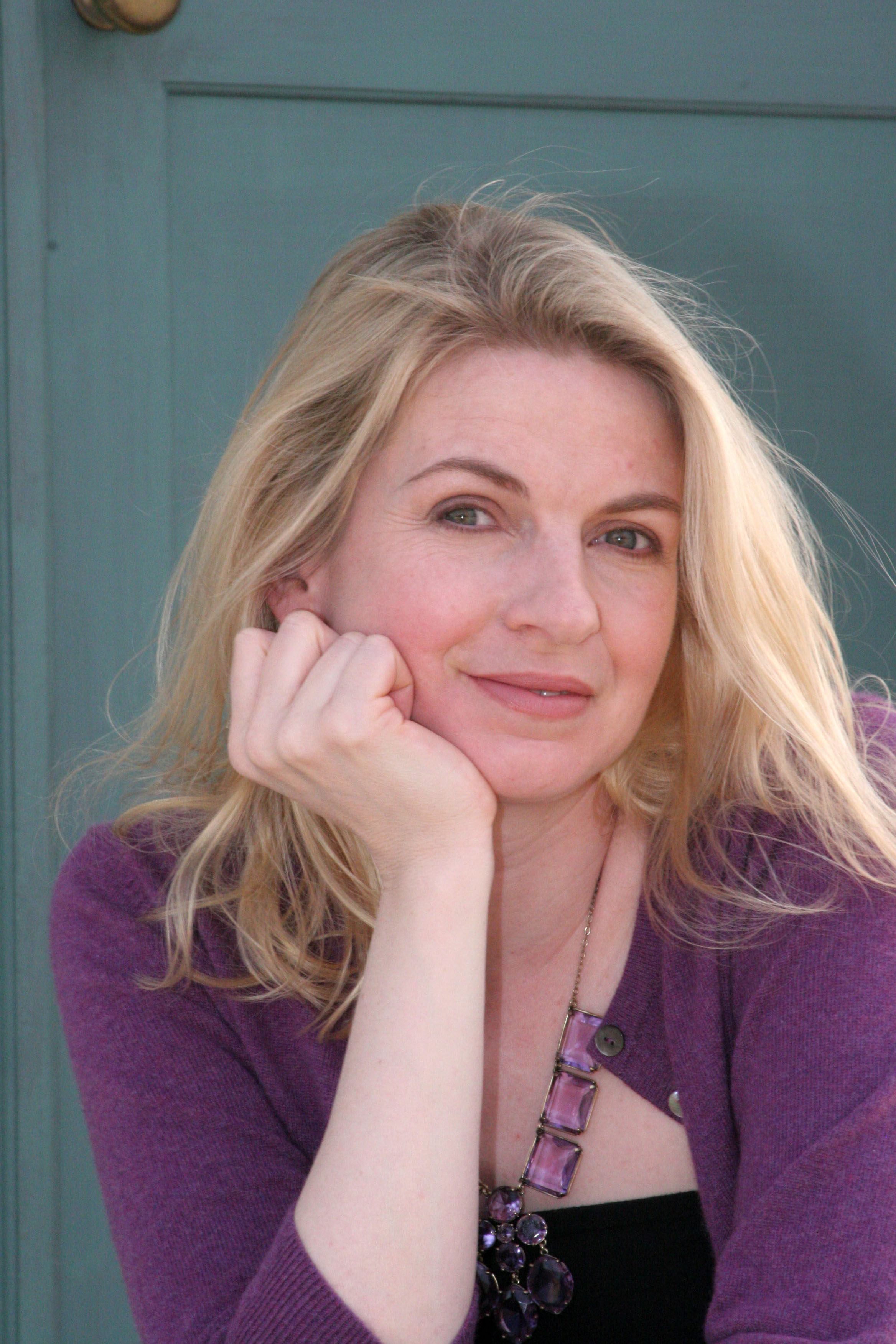
Jennifer Donnelly (2010)

Jennifer Donnelly (* 1963 in Port Chester, New York) ist eine US-amerikanische Schriftstellerin deutsch-irischer Abstammung.

## Leben und Leistungen
Sie studierte Englische Literatur und Geschichte an der Universität Rochester im Staat New York und graduierte Magna cum laude. Während eines mehrjährigen Aufenthalts in London entstand ihr Buch „Die Teerose“. Für ihr Werk „Das Licht des Nordens“ erhielt sie im Jahre 2003 die Carnegie Medal und den Los Angeles Times Book Prize in der Kategorie „Young Adult Fiction“.
Jennifer Donnelly lebt mit ihrem Mann und ihrer Tochter im Hudson Valley im Staat New York.

## Werk
In ihrem zweiten Roman Das Licht des Nordens (2003) integriert Donnelly die wahre Begebenheit um den Mord an Grace Brown am Big Moose Lake in eine Erzählung aus der Sicht der sechzehnjährigen Halbwaisen Mattie Gokey, der die Ermordete vor ihrer Tötung Briefe zur Vernichtung anvertraut, in denen dunkle Geheimnisse enthüllt werden.

## Bibliographie
- Strasse der Schatten. Pendo, 2015, ISBN 978-3-86612-398-4. (Originaltitel: These Shallow Graves)
- Die Wildrose. Piper Verlag, Taschenbuch, 2012. ISBN 978-3-492-30038-4. (Originaltitel: The Wild Rose)
- Das Blut der Lilie.  Pendo, 2011, ISBN 978-3-86612-288-8. (Originaltitel: Revolution)
- Die Winterrose. Piper Verlag, Taschenbuch, 2008. ISBN 978-3-492-25281-2. (Originaltitel: The Winter Rose)
- Das Licht des Nordens. Piper Verlag, Taschenbuch, 2006. ISBN 978-3-492-24840-2. (Originaltitel: A Northern Light)
- Die Teerose. Piper Verlag, Taschenbuch, 2004. ISBN 978-3-492-24258-5. (Originaltitel: The Tea Rose)
- Das erste Lied der Meere. 2014, ISBN 978-3-505-13657-3. (Originaltitel: Waterfire Saga)
- Das zweite Lied der Meere. 2015, ISBN 978-3-505-13676-4.
- Das dritte Lied der Meere. 2016, ISBN 978-3-505-13677-1.
- Das vierte Lied der Meere. 2016, ISBN 978-3-505-13678-8.
- Disney – Dangerous Secrets 2: Belle und das endlose Buch, Carlsen, 2022, ISBN 978-3-551-28064-0

## Hörbücher
- Die Winterrose. Gelesen von Sabine Arnhold, Hörbuch Hamburg (OSTERWOLDaudio), Hamburg, 2012, ISBN 978-3-86952-149-7 (Lesung, 8 CDs, 631 Min.)
- Die Wildrose. Gelesen von Cathlen Gawlich, Der Audio Verlag (DAV), Berlin, 2012, ISBN 978-3-86231-152-1 (Lesung, 6 CDs, 520 Min.)
- Die Teerose. Gelesen von Cathlen Gawlich, Der Audio Verlag (DAV), Berlin, 2011, ISBN 978-3-86231-100-2 (Lesung, 8 CDs, 630 Min.)
- Das Blut der Lilie. Gelesen von Lotte Ohm, Josefine Preuß, Der Audio Verlag (DAV), Berlin, 2011, ISBN 978-3-86231-059-3 (Lesung, 6 CDs, 448 Min.)